# Borophagus hilli
Borophagus hilli — вимерлий вид роду Borophagus підродини Borophaginae, групи псових, ендемічних для Північної Америки (США, Сальвадор) з пізнього міоцену до пліоцену.

## Огляд
Borophagus hilli був названий К. С. Джонстоном у 1939 році. Хоча він і не був наймасовішим борофагіном за розміром або вагою, він мав більш високорозвинену здатність хрускіти кістками, ніж попередні, більші роди, такі як Epicyon, що, здається, є еволюційною тенденцією групи (Turner, 2004). В епоху пліоцену Borophagus почали витіснятися Canis, такими як Canis edwardii, а пізніше Canis dirus. Ранні види Borophagus до недавнього часу відносили до роду Osteoborus, але зараз ці роди вважаються синонімами.